# アンペッツォ
アンペッツォ（伊: Ampezzo）は、イタリア共和国フリウリ＝ヴェネツィア・ジュリア州ウーディネ県にある、人口約900人の基礎自治体（コムーネ）。

## 地理

### 位置・広がり
ウーディネ県北西部、カルニア地方のコムーネである。アンペッツォの集落は、トルメッツォの西約17km、リエンツの南約46km、県都ウーディネの北西約52km、ベッルーノの北東約54kmに位置する。

#### 隣接コムーネ
- オヴァーロ - 北東
- ソッキエーヴェ - 東
- フォルニ・ディ・ソット - 西
- サウリス - 北西

### 気候分類・地震分類
アンペッツォにおけるイタリアの気候分類 (it) および度日は、zona F, 3405 GGである。
また、イタリアの地震リスク階級 (it) では、zona 2 (sismicità media) に分類される。